# Tetramesa elymi
Tetramesa elymi is een vliesvleugelig insect uit de familie Eurytomidae. De wetenschappelijke naam is voor het eerst geldig gepubliceerd in 1882 door French.